# Андраш Шифф
А́ндраш Шифф (угор. Schiff András; нар. 21 грудня 1953, Будапешт) — британський класичний піаніст єврейського походження, що народився в Угорщині. Вважається одним з найкращих інтерпретаторів Бетховена, широко відомий як виконавець Моцарта, Баха, Шуберта і Шумана.

## Біографія
У 1968 році виступив у програмі угорського телебачення «Хто що вміє». 
У 1974 році закінчив Будапештську музичну академію, де вчився в П. Кадоша, Ф. Радоша, Д. Куртага. 
У 1979 році емігрував з Угорщини. У 1987 році отримав австрійське громадянство. 
Виступав з найкращими оркестрами та диригентами. Дає сольні концерти по всьому світу, і виступає як диригент. Широкий репертуар Шиффа включає твори Баха, Бетховена, Моцарта, Шуберта, Гайдна, Шопена, Скарлатті, Бартока, Шумана, Дебюссі, Равеля тощо. 
У 1989–1998 рр. — мистецький директор щорічного музичного фестивалю камерної музики поблизу Зальцбурга. У 1999 році організував власний оркестр камерної музики «Cappella Andrea Barca». 
У 2001 році отримав британське громадянство. Живе в Лондоні і Флоренції.

## Сім'я
Дружина — Юко Шіокава, скрипалька.

## Творчість
З-посеред виступів Шиффа виділяється серія концертів, на яких він виконав 32 фортепіанні сонати Бетховена в порядку їх створення. Концерти були дані в 2004 році в 20 містах світу і в 2007–2008 рр. на гастролях в Північній Америці; записані в 2005 році.
У видавництві «G. Henle» здійснив редакцію видання «Добре темперованого клавіру» Баха (2007), фортепіанних концертів Моцарта в оригінальній версії (2007).

## Кінематограф
- 1975 «Пані Дері, де ви?» (угор. Déryné hol van?; режисер Дьюла Маар) - піаніст-підліток
- Тисячі дев'ятсот вісімдесят п'ять «З Африки» (англ. Out of Africa; режисер Сідні Поллак) - виконання Rondo alla Turca з сонати № 11 Моцарта (K. 331) на саундтреку
- 1990 «Барток Георга Шолто в Будапешті» (англ. Solti's Bartók in Budapest; ТВ документальний, Угорщина) - піаніст (камео)
- 1997 році "Великі композитори» (англ. Great Composers; ТВ документальний, Велика Британія): Серія «Йоганн Себастіан Бах» - піаніст (камео)
- 2004 «Мелінда і Мелінда» (англ. Melinda and Melinda; режисер Вуді Аллен) - виконання Партити № 3 Баха (BWV 827) на саундтреку
- 2011 «Променади Бі-бі-сі : № 9: Сібеліус, Барток і Яначек» (англ. BBC Proms; ТВ серіал, Велика Британія) - піаніст (камео)
- 2012 Люди і влада: серія «Національні сни - прощання Угорщини з Європою?» (нім. Menschen & Mächte[de];;ТВ документальний, Австрія) - піаніст (камео)
- 2012 «Гарна дружина» (англ. «The Good Wife»;;ТВ серіал, США) - виконання Гавоту з Англійської сюїти № 3 Баха (BWV 808) на саундтреку

## Нагороди та визнання
- 2-ге місце на конкурсі камерної музики імені Л.Вейнера (1973)
- 1-ша премія на конкурсі Угорського радіо і телебачення (1973)
- 4-та премія конкурсу імені П. І. Чайковського (1974)
- 3-тя премія Міжнародного конкурсу піаністів в Лідсі (1975)
- лавреат міжнародного конкурсу імені Ференца Ліста (1975)
- Премія «Греммі» (краще виступу соліста без оркестру): Англійські сюїти BWV 806-811 (1990 рік)
- приз Бартока (1991)
- Премія Франко Абб'яті, сезон 92/93р.
- Пам'ятна медаль Клаудіо Аррау Товариства Роберта Шумана (Дюссельдорф, 1994)
- Премія імені Кошута (1996) - за видатні заслуги в галузі культури і мистецтва
- Премія Леоні Соннінг (тисячі дев'ятсот дев'яносто сім)
- приз Бременського музичного фестивалю (2003)
- Почесний член Будинку Бетховена в Бонні (2006) - за досягнення в інтерпретації творів Бетховена[7]
- Бахівська премія Королівської Музичної Академії (2007)
- Премія Франко Абб'яті (Італія, 2007) - за цикл фортепіанних сонат Бетховена
- Премія «Греммі» (найкраща вокальна запис) - за диск «Лебедина пісня» Шуберта (спільно з Петером Шраєром)
- медаль Уїгмор-голу (2008)
- приз фестивалю «Klavier-Festival Ruhr» (2009) - за видатні досягнення в грі на фортепіано і за посвячення свого життя музиці
- Премія Роберта Шумана (2011 рік)

Почесний професор Оксфордського музичного коледжу та музичних навчальних закладів в Будапешті, Детмольді та Мюнхені. 
- Pour le Mérite (нім. За заслуги) - орден
- Введений в Зал слави журналу Gramophone[9].